# Acroricnus nigriscutellatus
Acroricnus nigriscutellatus là một loài tò vò trong họ Ichneumonidae.